# 櫟原神社
櫟原神社（いちはらじんじゃ）は、富山県滑川市神明町にある神社。

## 概要
滑川市中心部の旧北陸街道沿いにある神社。創建年は不明であるが、延喜式神名帳（927年発行）では『701年に再興す』とあるため、8世紀以前に創建されたものと思われる。
元々は東に2kmほど離れた場所にあったが、戦国時代に現在地へ移転した。
現在の本殿は1872年、拝殿は1915年に建築されたものである。境内の2つの鳥居（1860年および1921年の建築）と合わせて、国の登録有形文化財に2017年6月28日に登録されている。また、上杉景勝の制礼（魚津城の戦いの後の1582年6月に発給）も保管されている。
『東の宮』という異名もあり、加島町の加積雪嶋神社（西の宮）とともに旧滑川町の守り神とされてきた。
境内には滑川の俳人たちによって、松尾芭蕉を慕う思いから建てられた句碑（碑文は「しはらくは花のうへなる月夜かな」）がある。また、境内地の角には、1815年に北陸道滑川宿肝煎で、材木商を営む川瀬屋が櫟原神社北隣の琴比羅社に寄進した船舶航行用の常夜灯（高さ3.55m、傘石の幅1.55m）がある。

## 関連リンク
- 櫟原神社 (ichiharajinja) - Facebook